# Sumpigaster equatorialis
Sumpigaster equatorialis är en tvåvingeart som först beskrevs av Townsend 1926.  Sumpigaster equatorialis ingår i släktet Sumpigaster och familjen parasitflugor.
Artens utbredningsområde är Singapore. Inga underarter finns listade i Catalogue of Life.